# Fédération argentine des échecs
La Fédération argentine des échecs ((es) Federación Argentina de Ajedrez) est l'organisme national pour les échecs en Argentine.
Son siège est situé à Vicente López dans le Grand Buenos Aires. Le président de l'organisme argentin est Mario Petrucci.
La Fédération argentine des échecs a été fondée en 1948 et est membre de la Fédération internationale des échecs.
Elle organise le  Championnat d'Argentine d'échecs .